# Phrynonax
Phrynonax — рід змій родини полозових (Colubridae). Представники цього роду мешкають в Мексиці, Центральній і Південній Америці.

## Види
Рід Phrynonax нараховує 3 види:
- Phrynonax poecilonotus (Günther, 1858)
- Phrynonax sexcarinatus (Wagler, 1824)
- Phrynonax shropshirei Barbour & Amaral, 1924

## Етимологія
Наукова назва роду Phrynonax походить від сполучення слів дав.-гр. φρυνη — ропуха і αναξ — король.